# Fethi Missaoui
Fathi Al-Missaoui  (arab.: فتحي الميساوي, urodzony 8 stycznia 1974) – były tunezyjski bokser kategorii lekkopółśredniej i półciężkiej. W 1996 roku na letnich igrzyskach olimpijskich w Atlancie zdobył brązowy medal w kategorii lekkopółśredniej dla Tunezji. W latach 1998–2001 stoczył 12 wygranych walk bokserskich. Obecnie jest obywatelem Kanady.